# Santiago Lazcano
Santiago Lazcano Labaca (Errezil, 8 marzo 1947 – San Sebastián, 3 febbraio 1985) è stato un ciclista su strada spagnolo.
Professionista tra il 1968 ed il 1976, conta la vittoria di una tappa al Giro d'Italia.
Morì in un incidente di moto nel 1985 all'età di 37 anni.

## Carriera
Fu un corridore con caratteristiche di scalatore. Le principali vittorie da professionista furono la Vuelta a Cantabria e la Vuelta a los Valles Mineros nel 1969, una tappa alla Vuelta a Levante e una alla Volta Ciclista a Catalunya nel 1972, la Subida a Arrate e la Prueba Villafranca de Ordizia nel 1973, una tappa al Giro d'Italia 1974, una tappa al Grand Prix du Midi Libre nel 1975 e la Vuelta a Asturias nel 1976. Partecipò quattro volte al Giro d'Italia, quattro volte al Tour de France, cinque volte alla Vuelta a España e due volte ai mondiali. Dopo il ritiro fu commentatore sportivo per Radio Euskadi ed Euskal Telebista.

## Palmarès
- 1969 (KAS, tre vittorie)

Classifica generale Vuelta a Cantabria
1ª tappa Vuelta a los Valles Mineros
Classifica generale Vuelta a los Valles Mineros
- 1971 (KAS, una vittoria)

Gran Premio Caboalles de Abajo
- 1972 (KAS, quattro vittorie)

1ª tappa Vuelta a Levante
Gran Premio Pascuas
2ª tappa, 1ª semitappa Tres Días di Leganés
5ª tappa, 1ª semitappa Volta Ciclista a Catalunya (Manresa > Barcellona)
- 1973 (KAS, tre vittorie)

Subida a Arrate
Prueba Villafranca de Ordizia
Campionato spagnolo della montagna
- 1974 (KAS, una vittoria)

17ª tappa Giro d'Italia (Como > Iseo)
- 1975 (Super Ser, una vittoria)

2ª tappa Grand Prix du Midi Libre (Narbonne > Montpellier)
- 1976 (Super Ser, una vittoria)

Classifica generale Vuelta a Asturias

### Altri successi
- 1971 (KAS)

Prologo Volta Ciclista a Catalunya (Calafell, cronosquadre)
- 1972 (KAS)

Prologo Volta Ciclista a Catalunya (Tremp, cronosquadre)
Criterium di San Sebastián
- 1973 (KAS)

Criterium di Ourense
Criterium di Oiartzun

## Piazzamenti

### Grandi Giri
- Giro d'Italia

1971: ritirato
1972: 10º
1973: 5º
1974: 16º
- Tour de France

1969: 41º
1973: 29º
1975: ritirato (16ª tappa)
1976: 68º
- Vuelta a España

1969: 40º
1972: 19º
1974: 20º
1975: 9º
1976: 22º

### Classiche monumento
- Milano-Sanremo

1973: 56º
1974: 26º
- Parigi-Roubaix

1973: 23º
- Liegi-Bastogne-Liegi

1973: 24º
- Giro di Lombardia

1972: 14º

### Competizioni mondiali
- Campionati mondiali

Gap 1972 - In linea: 15º
Montreal 1974 - In linea: ritirato